# Martin Hollý (starší)
Martin Hollý starší (8. června 1904 Moravské Lieskové – 1. října 1965 Žilina) byl slovenský herec a divadelní režisér.

## Filmografie (herecká)
- 1935 Jánošík
- 1957 Zemianska česť
- 1960 Na pochode sa vždy nespieva
- 1961 Bratia (Pinkas)
- 1962 Havrania cesta (Jolanin otec)
- 1963 Trio Angelos (ředitel cirkusu)
- 1965 Námestie svätej Alžbety (Helder)
- 1965 Obchod na korze (Kuchár)